# NGC 7185
NGC 7185 (również PGC 67919) – galaktyka eliptyczna (E/SB0), znajdująca się w gwiazdozbiorze Wodnika. Odkrył ją John Herschel 23 września 1830 roku.